# Biopsi
En biopsi er en vævsprøve, der er udtaget fra kroppen. En biopsi kan udtages ved at skære et stykke væv væk, fx fra huden, eller ved at stikke en kanyle ned i det væv eller organ man ønsker et stykke væv fra. Typisk benyttes biopsien til efterfølgende at bedømme vævet ved mikroskopi fx i forbindelse med diagnostik af kræft.
En biopsi kan blandt andet bruges til at tjekke om der er afstødning, – om kroppen vil af med et transplanteret hjerte. Det bliver som oftest udført af en overlæge som fører 'nålen' ind i lysken, og følger arterien fra lysken op til hjertet, hvor man tager en lille vævsprøve og bliver sendt til undersøgelse.
Udover overlægen er der en narkoselæge og en sygeplejerske til stede.